# Aeroportul In Aménas
Aeroportul In Aménas (IATA: IAM, ICAO: DAUZ) este un aeroport din Provincia Adrar, Algeria ce deservește zona In Amenas.
Situat la o altitudine de 563 m, aeroportul dispune de 2 piste.

## Infrastructură

### Piste
Aeroportul dispune de 2 piste. Pista 05/23 are suprafața de asfalt și dimensiunile 3.000 m × 45 m. Pista 14/32 are suprafața de asfalt și dimensiunile 2.200 m × 30 m. 